# Myrmephytum
Myrmephytum ist eine Pflanzengattung in der Familie der Rötegewächse (Rubiaceae).

## Beschreibung

### Vegetative Merkmale
Myrmephytum-Arten sind epiphytische oder gelegentlich terrestrische, ausdauernde Halbsträucher mit sukkulenten oder verholzenden Knollen und Sprossen. Die kugeligen bis kegelförmigen Knollen besitzen eine glatte Oberfläche und keine Rippen. Die manchmal vorhandenen Dornen sind einfach oder verzweigt. In den Knollen werden komplizierte Kammern und eine Reihe von wabenartigen Zellen ausgebildet. Die einzelnen und in geringer Anzahl vorhandenen Triebe sind in der Regel unverzweigt. Die gestielten Blätter sind lederartig. Die ungleichmäßig gespaltenen Nebenblätter befinden sich zwischen den Blattstielen und sind ausdauernd oder vergänglich.

### Generative Merkmale
Die einzelnen Blütenstände haben einen Abstand zueinander oder gehen ineinander über. Sie sind sitzend und haben an der Basis einen Durchmesser von kleiner 5 Zentimeter. Sie sind umgeben von deutlich sichtbaren, sukkulenten Nebenblättern und papierartigen, haarförmigen Nebenblättern. Die sechszähligen Blüten haben die gleiche Anzahl oder auch eine unterschiedliche Anzahl an Griffeln. Die Blütenkrone ist blau gefärbt und die Blütenröhre besitzt einen Haarring. Die Staubbeutel befinden sich an der Spitze der Kronröhre. Die fleischigen Steinfrüchte sind rosa-rötlich oder gelblich rot gefärbt.

## Ökologie
Alle Arten der Gattung werden von Ameisen besiedelt, welche innerhalb der Knollen leben. Aus diesem Grund werden diese Pflanzen auch als Ameisenpflanzen bezeichnet.

## Systematik und Verbreitung
Die Gattung Myrmephytum wurde 1884 durch Odoardo Beccari erstbeschrieben. Die Typusart der Gattung ist Myrmephytum selebicum Becc.. Ein Synonym für die Gattung ist Myrmedoma Becc..
Die Arten der Gattung sind auf den Philippinen, in Sulawesi und in Neuguinea verbreitet.
Nach P.I. Foster umfasst die Gattung folgende Arten:
- Myrmephytum arfakianum Becc.
- Myrmephytum beccarii Elmer
- Myrmephytum moniliforme C.R.Huxley & Jebb
- Myrmephytum naumannii (Warb.) C.R.Huxley & Jebb
- Myrmephytum selebicum (Becc.) Becc.